# Trommler und Götter
Trommler und Götter (portugiesisch Tambores e Deuses) ist ein deutsch-brasilianischer Filmessay von Georg Brintrup aus dem Jahr 2001.

## Handlung
Der brasilianische Straßenjunge Antônio, erwacht früh morgens am Strand von Salvador (Bahia). Bei Sonnenaufgang hat er eine biblische Erleuchtung: Gott hat das Licht erschaffen, noch bevor er Sonne und Mond erschuf. Wie soll das gehen? Mit dem Licht kann also nur der Geist gemeint sein, der plötzlich im Menschen aufleuchtete. Aber bevor er das Licht (den Geist) schuf, sprach Gott: Es werde Licht! Vor dem Licht gab es also die Stimme Gottes, einen Klang, einen big bang, ein Donnern wie auf der Trommel. Antônio schließt daraus, dass es den Geist, das menschliche Denken, ohne diesen Ur-Klang überhaupt nicht gäbe.
Er trifft Valdyr, den blinden Schwarzen, der mit seinen Ohren sehen kann. Die beiden werden Freunde. Valdyr weiß, dass der Mensch durch das Denken seine Natürlichkeit verloren hat. Alles muss der Mensch mit Worten bezeichnen, mit Sinn belegen. Nichts ist mehr selbstverständlich für ihn. Dadurch ist der Mensch in sich gespalten. Das hat ihn sehr traurig gemacht. Und seit er denken kann, will er wieder mit sich selbst in Frieden kommen, ein ganzer Mensch werden. Aber wie? Er muss mit den Göttern kommunizieren.
Auf der Suche nach dem Ur-Klang, streifen die beiden durch das „Schwarze Rom“, wie die Stadt Salvador (Bahia) wegen ihrer kulturellen afro-religiösen Bedeutung auch genannt wird. Dabei treffen sie verschiedene Trommler und erfahren, dass die Trommel das älteste Instrument des Menschen ist, um mit den Göttern zu kommunizieren. Die Trommel ruft die Götter. Diese steigen herab und verbinden sich mit den Menschen. Gott und Mensch werden wieder zu einem Ganzen, zu einem Klang. Da spielen Verstand und Vernunft keine Rolle mehr. Einer, der die Welt nur mit dem Verstand begreift, erlebt sie auch nur halb. Und dann ist da eine Gefahr:
Er glaubt, er könne die Welt mit seinem Kopf beherrschen! Valdyr fordert Antônio auf, den Grund dieses Klangs zu erforschen, als wäre es der Grund des Meeres, wo die totale Stille herrscht.
Im lauten Karnevalstreiben, wo nichts den Gesetzen der Vernunft folgt, sondern eher einer emotionalen Ordnung, spürt Antônio in sich eine merkwürdige Spannung zwischen Kopf und Bauch, die ihn nicht zur Ruhe kommen lässt. Valdyr zeigt ihm, dass es gerade diese Spannung ist, die es ihm ermöglicht, selbst, wie bei der Trommel mit dem gespannten Fell, zu einem Klang zu werden.
Am Meer begegnen sie der „tristeza“, der Traurigkeit, der Ur-Empfindung der Brasilianer. Valdyr sagt Antônio, dass er die „tristeza“ niemals verjagen dürfe, sie schwinde von selbst dahin, wenn er sich nur gehen lasse. So findet Antônio am Ende heraus, dass er selbst zu einem Instrument geworden ist.

## Hintergrund
„Als der Mensch anfing zu denken, in dem Moment begann die großartigste, die ungeheurste aller Naturkatastrophen.“ Dieser Satz und weitere Thesen aus dem Werk „Südamerikanische Meditationen“, des deutschbaltischen Philosophen Hermann Graf Keyserling, liegen dem filmischen Essay zugrunde. Auch Stephan Zweigs Buch Brasilien, Ein Land der Zukunft hat den Blick der Autoren des Filmessays auf das Land Brasilien beeinflusst.
Der italienische Komponist Aldo Brizzi hat bei dem Film die musikalische Leitung. Sein Album „Brizzi do Brazil“ mit Songs, die er für brasilianische und portugiesische Sänger und Sängerinnen geschrieben hat, entstand während der Dreharbeiten zum Film. Teile dieser Songs wurden von Georg Brintrup dramaturgisch in die Handlung des Films aufgenommen. So der Song „Mistero di Afrodite“, der von Caetano Veloso gesungen wird.

## Kritiken
„Der filmische Blick eines Reisenden, der mehr über die Macht der Musik erfahren möchte, die bei der kulturellen Gestaltung der bahianischen Identität eine so wichtige Rolle spielt.
Der Film stellt eine scharfsinnige Vision Brasiliens vor, kritisch und rational. Der Blick zielt nicht nur auf die brasilianische Wesensart, sondern überdies auf eine universelle, menschliche. Doch damit wäre zu wenig über den Film gesagt. Es handelt sich hier nicht nur um eine anthropologische Studie, versetzt mit philosophischem und soziologischem Gedankengut, was ja als Voraussetzung für ein künstlerisches Werk allein nicht ausreichen würde. Der Film wirft einen europäischen Blick auf unser Land, der sich von der Magie der Musik, des Tanzes und der Landschaft führen lässt, und ebenso von der Offenheit unserer Sprache und den erdgebundenen Riten der Einheimischen inspiriert ist.“

„Schon seit etlichen Jahren beschäftigt sich der deutsche Filmemacher Georg Brintrup in seinen Werken mit den Wechselbeziehungen zwischen Ton und Bild. Autor der Filme ‚Symphonia Colonialis‘ (1991) und ‚O trem caipira‘ (1994) über die brasilianische Musik, vertieft er nun das Thema in seinem neuen Film ‚Tambores e Deuses‘ (Trommler und Götter), den er in Salvador dreht. (…) In der beachtlichen Liste seiner Arbeiten fürs Fernsehen, fürs Kino und fürs Radio, legt Brintrup am meisten Wert auf die Werke, die die Musik und die Beziehung der Menschen zum Klang, zu Geräuschen und zum Hören an sich zum Thema haben. ‚Ein Ton ist stärker als ein Bild je sein kann.‘ rechtfertigt der Filmemacher seine Einstellung, die widersprüchlich erscheinen könnte bei jemandem, der ja eigentlich vom Sehen abhängig ist. Er macht sich indessen zur Aufgabe, die Brücke zu bauen von einer Sprache zur anderen, vom Ton zum Bild, vom Hören zum Sehen.“